# NGC 5788
NGC 5788 ist eine 14,9 mag helle Balken-Spiralgalaxie vom Hubble-Typ SBb im Sternbild Bärenhüter. 
Sie bildet zusammen mit der nur etwa ein Fünftel so weit entfernten Galaxie NGC 5783 eine optische Doppelgalaxie und wurde am 21. April 1887 von Lewis A. Swift entdeckt.